# Coppa Italia 2017-2018 (pallanuoto femminile)
La Coppa Italia 2017-2018 è stata la settima edizione del trofeo organizzato dalla FIN. Il trofeo è stato assegnato tramite una Final Four disputatasi a Ostia tra il 9 e l'11 febbraio 2018 ed è stato conquistato dall'Orizzonte Catania, al suo terzo successo.
Il Plebiscito Padova era la squadra campione in carica. 

## Squadre partecipanti
- Orizzonte CT
- SIS Roma
- Cosenza Nuoto

- Bogliasco

## Tabellone
|  | Semifinali    | Semifinali    | Semifinali   |              |          | Finale   | Finale | Finale |  |
|  |               |               |              |              |          |          |        |        |  |
|  | Cosenza Nuoto | Cosenza Nuoto | 9            |              |          |          |        |        |  |
|  | Cosenza Nuoto | Cosenza Nuoto | 9            |              |          |          |        |        |  |
|  | SIS Roma      | SIS Roma      | 11           |              |          |          |        |        |  |
|  | SIS Roma      | SIS Roma      | 11           |              | SIS Roma | SIS Roma | 6      |        |  |
|  |               |               |              |              | SIS Roma | SIS Roma | 6      |        |  |
|  |               |               | Orizzonte CT | Orizzonte CT | 12       |          |        |        |  |
|  | Orizzonte CT  | Orizzonte CT  | Orizzonte CT | Orizzonte CT | 12       | 7        |        |        |  |
|  | Orizzonte CT  | Orizzonte CT  |              |              |          |          |        |        |  |
|  | Bogliasco     | Bogliasco     | 4            |              |          |          |        |        |  |

## Finali

### Finale 3º posto
| Ostia 11 febbraio 2018 | Cosenza Nuoto | 7 – 5 referto | Bogliasco | Polo Natatorio di Ostia |

### Finale 1º posto
| Ostia 11 febbraio 2018 | SIS Roma | 6 – 12 referto | Orizzonte CT | Polo Natatorio di Ostia |